# Forcipomyia curticornis
Forcipomyia curticornis är en tvåvingeart som beskrevs av Maurice Emile Marie Goetghebuer 1933. Forcipomyia curticornis ingår i släktet Forcipomyia och familjen svidknott. Inga underarter finns listade i Catalogue of Life.